# Sagaba Konate
Sagaba Konate (Bamako, 19 marzo 1997) è un cestista maliano.